# Lúdfű
A lúdfű (Arabidopsis thaliana) egy kis termetű virágos növény. Őshonos Európában, Ázsiában és Északnyugat-Afrikában. A káposztafélék családjába tartozik, száraz gyepek gyomtársulásaiban fordul elő. Alacsony kromoszómaszáma (n=5) és rövid generációs ideje miatt fontos növénybiológiai és genetikai modellorganizmus. Igen kicsi genommal rendelkezik, ami hozzájárult, hogy 2000-ben az első növény lett, melynek teljes genetikai állományát szekvenálták.

## Morfológia, életciklus
Egyéves növény, 20–25 cm magasra nő. Hosszú nappalos, vagyis a virágzáshoz az éjszakánál jóval hosszabb nappali megvilágítás szükséges. Virágai fehér szirmúak, tőlevelei fogazottak, a szárlevelek lándzsásak, ép szélűek. A leveleket apró, egysejtű szőrök, ún. trichomák borítják. A virágok 3 mm átmérőjűek, felépítésük a káposztafélékre általánosan jellemző. Termése 5–20 mm hosszú becőtermés, 20-30 magot tartalmaz. A gyökérzet egyszerű szerkezetű, egy főgyökér nő vertikálisan lefelé, melyről később oldalgyökerek ágaznak el. A gyökerek alkothatnak szimbiózist egyes rhizoszférában élő baktériumokkal, pl. Bacillus megateriummal.
Megfelelő körülmények között a növény egész életciklusát befejezheti hat hét alatt. A központi szártag, amely a virágot hozza három hét után kialakulhat, a virágok önbeporzók. Laboratóriumban termeszthető Petri-csészében és növeszthető melegházban vagy fluoreszcens lámpák alatt.

## Használat modellorganizmusként
Széles körben használják növénybiológiai, fejlődésbiológiai és genetikai modellorganizmusként. Bár közvetlenül nem használják a mezőgazdaságban, a vele végzett kutatások fontos információt szolgáltatnak a virágos növények fiziológiájáról és molekuláris genetikájáról általában. A genom kis mérete megkönnyíti a genetikai térképezést és szekvenálást. A teljes genom elérhető a The Arabidopsis Information Resource (TAIR) weboldalon. Jelenleg is folyik a munka a 27 000 gén és az általuk kódolt 35 000 protein funkciójának azonosítására. A kis méret, rövid generációs idő és kis genom mind előnyt jelent a genetikai kutatásban, továbbá egyetlen növény több ezer magot hoz, így könnyű a genotípus és fenotípuseloszlás és az alléleloszlási arányok tanulmányozása. Az önbeporzás jelentősen megkönnyíti a homozigóta utódok létrehozását, ami a genetikai kutatásokban gyakran fontos cél.